# Chūgoku
Chūgoku (jap. 中国地方 Chūgoku-chihō, dt. „Region Land der Mitte“, „Region Provinzen der Mitte“; veraltet auch: Tschugoku) ist eine Region im Westen der Insel Honshū, der größten Insel Japans.
Chūgoku (chin. 中国 Zhōngguó) ist der japanisch gelesene Name von China. Das geografische Suffix -chihō für „-Region“ bei der „Region Chūgoku“ wegzulassen, ist also wie bei anderen Bezeichnungen von Regionen Japans und anderen japanischen Geographika je nach Kontext leicht missverständlich.

## Präfekturen
Meistens wird die Region Chūgoku so definiert, dass sie folgende Präfekturen umfasst:
1. Tottori
2. Shimane
3. Okayama
4. Hiroshima
5. Yamaguchi

Selten gibt es abweichende Definitionen, etwa gehört Yamaguchi in Wetterberichten des staatlichen Wetterdiensts (Kishō-chō, engl. JMA) nicht zu Chūgoku, sondern zur Region Nord(teil)-Kyūshū (九州北部地方 Kyūshū-hokubu-chihō), und manchmal zählt Tottori zu Kinki/Kansai, etwa durch die Teilnahme am Zweckverband Kansai.
Etwas häufiger kommt es vor, dass Chūgoku und Shikoku zu einer Doppelregion Chūgoku-Shikoku (中国・四国地方 Chūgoku-Shikoku-chihō) zusammengefasst werden, so etwa als Regionalabteilung des nationalen Umweltministeriums oder in einem Regierungsentwurf zum Dōshūsei.

## Geografie

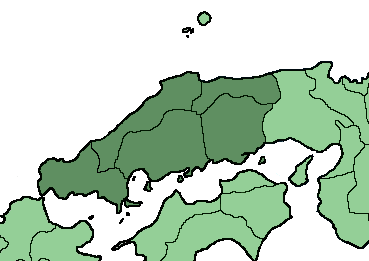

Die Region kann in zwei Teilregionen gegliedert werden, die auf historische Regionen im Gokishichidō-System zurückgehen: San’in (山陰地方, -chihō, „Yin-Berg[seite]“) zurückgehend auf San’indō entlang des Japanischen Meeres und San’yō (山陽地方, -chihō, „Yang-Berg[seite]“) zurückgehend auf San’yōdō entlang der Seto-Inlandsee. Getrennt werden beide durch das Chūgoku-Gebirge. Eine alternative Bezeichnung für Chūgoku ist daher auch Region San’in-San’yō (山陰山陽地方, -chihō).

## Wirtschaft
Ihr Südteil ist relativ stark industrialisiert. Das Klima ist freundlich und die Landschaft ist schön. Im gebirgigen Zentral- und Nordteil sind Landwirtschaft und Fischerei Hauptindustrien, weitere sind Obst- und Reisanbau sowie der Tourismus.